# 以上 (書状の後付)
以上（いじょう）は、室町時代以降の手紙の追伸（追而書）の終結部分に書く言葉。いわゆる結語の一種である。

## 概要
追伸が終了した事を表す言葉で、右端の袖に書くのが決まりになっていた。また、追伸がない場合でも書く事があり、やがて近世になると追伸だけでなく一般の文書の末尾にも用いるようになった。特に男子の書状の末に用いられる事が多かったため男子の事を洒落て「以上」と呼ぶ例もあった。なお、これとは別に目録などの終結部分にも以上が用いられる事があった。

## 参考資料
- 日本国語大辞典『以上』（小学館）